# 鄭展龍

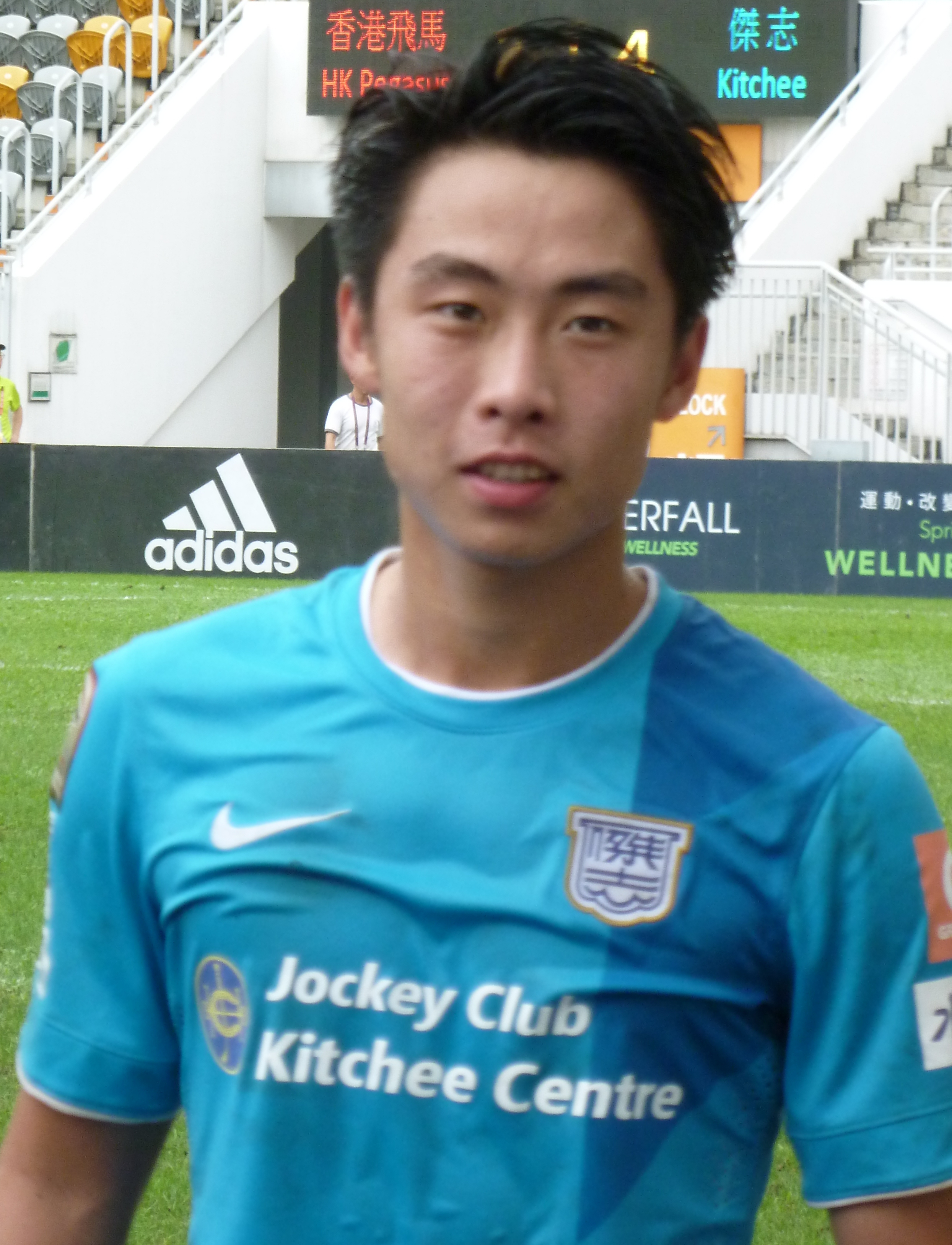
鄭 展龍

鄭 展龍（チェン・チンルン、1998年1月7日 - ）は、香港出身のプロサッカー選手。香港プレミアリーグの傑志所属。ポジションはミッドフィールダー。香港代表。

## 所属クラブ
ユース経歴
- 2008年 - 2015年 傑志体育会

プロ経歴
- 2015年 -  傑志体育会
  - 2017年 - 2018年 夢想足球会（期限付き移籍）
  - 2021年 - 南区足球会（期限付き移籍）